# Anschlussfinanzierung
Die Anschlussfinanzierung (englisch follow-up financing) ist im Bankwesen die bei Ablauf der im Kreditvertrag vorgesehenen Zinsbindungsfrist vorzunehmende Vereinbarung eines neuen Kreditzinses innerhalb der gesamten Kreditlaufzeit. Dadurch wird die ursprüngliche Kreditlaufzeit nicht verändert. Nur bei der Prolongation wird die ursprünglich vereinbarte Kreditlaufzeit verlängert.

## Allgemeines
Der Begriff Anschlussfinanzierung ist missverständlich. Hierunter könnte auch eine neue Finanzierung gemeint sein (etwa Umschuldung oder Konsolidierung), die sich an eine abgelaufene Finanzierung anschließt. Sie wird zur Unterscheidung auch echte Anschlussfinanzierung genannt, während sich die unechte Anschlussfinanzierung auf Zinsänderungen bezieht, bei denen sich Bank und Kunde auf neue Kreditzinsen einigen können. Die Änderung anderer Kreditbedingungen ist nicht Gegenstand einer Anschlussfinanzierung.
Im Kreditgeschäft gibt es verschiedene Zinsvereinbarungen. Einerseits kann ein variabler Zins vereinbart werden, der sich automatisch an die aktuelle Marktentwicklung anpasst. Andererseits bleibt ein Festzins während seiner Laufzeit konstant und ist von der aktuellen Zinssituation unabhängig. Neben diesen Zinsarten gehört auch die Festlegung der Zinslaufzeit zu den Zinsvereinbarungen, auch Zinsbindung genannt. Zinsbindung ist der zwischen dem Kreditinstitut und dem Kreditnehmer vereinbarte Zeitraum, in dem der vereinbarte Zinssatz nicht verändert werden darf. Der Kreditnehmer hat die Wahl, die Art des Kreditzinses für die gesamte Kreditlaufzeit zu vereinbaren oder nur für einen bestimmten kürzeren Zeitraum. Entscheidet sich der Kreditnehmer für letztere Option, so gibt es mindestens zwei Zinsbindungsfristen. Am Ende jeder Zinsbindungsfrist wird eine neue Zinsvereinbarung getroffen. Diese Zinsvereinbarung wird als Anschlussfinanzierung bezeichnet.

## Rechtsfragen
Im Gesetz heißt die Zinsart „gebundener Sollzins“ und die Zinsbindungsfrist „Sollzinsbindungsabrede“. Für Verbraucherdarlehensverträge schreibt § 493 Abs. 1 BGB vor, dass der Kreditgeber den Kreditnehmer spätestens drei Monate vor Ende der Sollzinsbindung darüber unterrichten muss, ob er zu einer neuen Sollzinsbindungsabrede bereit ist. Erklärt sich der Kreditgeber hierzu bereit, muss die Unterrichtung den zum Zeitpunkt der Unterrichtung vom Darlehensgeber angebotenen Sollzinssatz enthalten. Voraussetzung ist, dass die „Sollzinsbindungsabrede“ noch während der Darlehenslaufzeit endet. Allerdings ergibt sich aus dieser Vorschrift keine Pflicht des Kreditgebers, ein neues Zinsangebot abgeben zu müssen. Die Vorschrift gilt für beide Arten von Verbraucherdarlehensverträgen, und zwar für Allgemein- und für Immobiliar-Verbraucherdarlehen. Eine Kreditkündigung steht dem Kreditnehmer nach § 489 Abs. 1 BGB erst nach Ablauf der Zinsbindungsfrist zu, wenn es zu keiner neuen Vereinbarung über den Sollzinssatz kommt. In diesem Fall hat der Kreditnehmer die Möglichkeit zum Wechsel des Kreditgebers durch Kreditablösung, wobei der Begriff Anschlussfinanzierung seine zweite Variante erfüllt. Die Laufzeiten einer Zinsbindungsfrist können zwischen einem Monat und 10 Jahren schwanken. Auch Zinsbindungsfristen von 15 Jahren sind möglich, doch räumt hierbei § 489 Abs. 1 Nr. 2 BGB dem Kreditnehmer ein ordentliches Kündigungsrecht ein, so dass die Kreditinstitute von dieser Möglichkeit meist Abstand nehmen. Banken müssen das Kündigungsrisiko durch den Kreditnehmer durch einen Swap absichern, was zu einer Verteuerung einer 15-jährigen Zinsbindungsfrist beiträgt.
Diese Regeln gelten nur für Verbraucherkredite, so dass bei Unternehmensfinanzierungen auch geringere Vorankündigungszeiten bis zu einem Monat möglich und üblich sind.

## Kreditarten
Alle Geldleihen wie Konsumkredite, Immobilienfinanzierungen, Investitionskredite, Roll-over-Kredite, Stand-by-Kredite oder die Revolving Credit Facility können Zinsbindungsfristen beinhalten. Zinsbindungsfristen sind nur sinnvoll, wenn die Gesamtlaufzeit dieser Kreditarten mehr als ein Jahr beträgt. Vor Ablauf der jeweiligen Zinsbindungsfrist unterbreitet die kreditgebende Bank dem Kreditnehmer ein neues Zinsangebot, das sich an dem aktuell herrschenden Zinsniveau am Finanzmarkt, der aktuellen Bonität des Kreditnehmers und der Kreditmarge orientiert. Die Anschlussfinanzierung betrifft im Regelfall lediglich den Kreditzins und nicht – insbesondere bei Ratenkrediten – die Tilgung oder andere Kreditbedingungen.

## Risiko
Der Kreditnehmer trägt nach Ablauf einer Zinsbindungsfrist das Risiko, die Kosten der Anschlussfinanzierung zu inzwischen gestiegenem Zinsniveau tragen zu müssen (Zinsänderungsrisiko). Dieses Risiko ist Kernpunkt des 1958 entwickelten Modigliani-Miller-Theorems. Aber nicht erst dann beginnt das Zinsänderungsrisiko, sondern bereits mit der Vereinbarung eines Festzinses, weil die Gefahr besteht, dass während der Zinsbindungsfrist das Zinsniveau unter den Festzins sinkt. Während die Festlegung der Zinsbindungsfrist entscheidend ist für das Zinsänderungsrisiko, wird die Kreditlaufzeit durch die Bonität des Kreditnehmers beeinflusst. 

## Kreditablösung
Bei der Anschlussfinanzierung ist der Kreditnehmer nicht an seinen ursprünglichen Kreditgeber gebunden, sondern kann im Wege der Kreditablösung zu einem anderen Kreditgeber wechseln, wenn diese ihm etwa ein günstigeres Zinsangebot unterbreitet. Der Wechsel ist im Regelfall jedoch mit Hindernissen verbunden, insbesondere wenn Kreditsicherheiten zu übertragen und möglicherweise einer erneuten Sicherheitenbewertung zu unterziehen sind. 
Vergleichsangebote zweier oder mehrerer Banken verschaffen einen Überblick, wobei die Effektivzinsen miteinander zu vergleichen sind. Speziell Direktbanken bieten meist einen günstigeren Zinssatz, sie übernehmen deshalb jedoch keine Beratung. Da das Einholen und Vergleichen der Angebote einen nicht unerheblichen Zeitaufwand mit sich bringt, gilt es abzuwägen, eventuell einen freien Makler zu beauftragen.

## Abgrenzung
Eine Nachfinanzierung wird erforderlich, wenn der ursprünglich für eine Investition geplante Finanzierungsbedarf nicht ausreicht.